# Sarcoglottis woodsonii
Sarcoglottis woodsonii är en orkidéart som först beskrevs av Louis Otho Otto Williams, och fick sitt nu gällande namn av Leslie Andrew Garay. Sarcoglottis woodsonii ingår i släktet Sarcoglottis och familjen orkidéer.
Artens utbredningsområde är Panamá. Inga underarter finns listade i Catalogue of Life.